# Amerikaanse Begraafplaats Margraten
De Amerikaanse Begraafplaats Margraten, in het Engels: Netherlands American Cemetery and Memorial, is een Amerikaanse militaire begraafplaats en monument ter nagedachtenis aan de overleden soldaten van de Verenigde Staten van Amerika ten tijde van de strijd in Zuid-Limburg, het Ardennenoffensief en in het Roergebied, gedurende de Tweede Wereldoorlog. De begraafplaats is gelegen tussen de plaatsen Margraten en Cadier en Keer, aan de N278.

## Geschiedenis

### Planning en aanleg
De begraafplaats is ontstaan tijdens de Tweede Wereldoorlog. In 1944 kreeg kapitein Shomon, de toenmalig commandant van de 611th Graves Registration Company (611th GRC), de opdracht om voor het Amerikaanse Negende Leger een locatie te vinden voor een begraafplaats. Er werden immers veel slachtoffers verwacht bij de opmars richting Berlijn, en men wilde hen niet begraven op vijandelijk grondgebied. Begin oktober 1944 meldde hij zich bij het gemeentehuis van Margraten, dat op 13 september was bevrijd, en kreeg daar de beschikking over 30 hectare grond langs de rijksweg westelijk van de dorpskern. Deze grond werd door de Nederlandse overheid in bruikleen gegeven aan de Amerikanen, en werd aanvankelijk verboden terrein voor burgers.
In november begon de daadwerkelijke aanleg – voor de eerdere gebruikers van de grond, enkele tientallen boerengezinnen, onverwacht. Er was geen sprake van overleg. Soms was het mogelijk om de oogst van een perceel grond nog weg te halen voor het begraven begon, maar vaak ook niet. Het duurde jaren voor de benadeelden (zowel grondeigenaren als pachters) een vergoeding kregen.
Nat weer bemoeilijkte de aanleg, en ondanks het storten van stenen en kiezels als tijdelijk semi-verhard wegdek bleek rijdend materieel alsnog weg te zakken in de modderige ondergrond. Het 172nd Engineer Combat Batallion kreeg de taak om over een afstand van 650 meter een toegangsweg van de Rijksweg naar de begraafplaats aan te leggen. De verwachting was dat die toegangsweg – in de uiteindelijke uitvoering een knuppelpad van aan elkaar vastgemaakte boomstammen met een toplaag van kiezels – door 30 man binnen drie dagen aangelegd zou kunnen worden; uiteindelijk bleek de inzet van vierhonderd man over twee maanden nodig.
Voor de plaatselijke bevolking had de aanwezigheid van de Amerikanen enkele voordelen: men kon makkelijk aan verder schaarse goederen komen (zoals schoenen, zeep, sigaretten, koffie, waspoeder en chocolade, of DDT voor bestrijding van vlooien), vaak in ruil voor wederdiensten zoals onderdak, koken en het herstellen of wassen van kleding. Er werden ook wel (al dan niet gebruikte) lijkzakken verwerkt tot overhemden, tafelkleden, jasschorten en gordijnen.

### Werkwijze tijdens de oorlog
De manschappen van de 611th GRC, die aan verschillende onderdelen van het Negende Leger waren toegevoegd, hadden als taak om de gegevens van de gesneuvelden te registreren, hun stoffelijke overschotten te bergen en die via verzamelpunten uiteindelijk naar Margraten te transporteren; afhankelijk van de locatie van sneuvelen potentieel een reis van honderden kilometers.
Eenmaal in Margraten aangekomen werden de stoffelijke overschotten afgeladen en van munitie en persoonlijke bezittingen ontdaan op de stripping line en begraven door aanvankelijk de 960th Quartermaster Service Company (ongeveer 200 man) en vanaf midden december 1944 door de 3136th Quartermaster Service Company, beiden bestaande uit zwarte militairen. Voor veel inwoners van Margraten waren deze Afro-Amerikanen de eerste zwarte mensen die zij in hun leven zagen.
De stoffelijke overschotten – van zowel geallieerde als Duitse gesneuvelden – werden, geheel gekleed, in matrashoezen of lijkzakken verpakt en zonder kist begraven. Van de twee identiteitsplaatjes werd er een meebegraven; het andere werd achterop de bij het graf behorende markering (in de vorm van een kruis of davidster) gespijkerd. Bij een grote aanvoer van gesneuvelden – van soms meer dan 500 op een dag – werden deze, soms pas na enkele dagen, tijdelijk begraven, samen met een glazen pot met daarin de papieren en bezittingen die later weer gebruikt konden worden ter identificatie en registratie. Door een piek in de aanvoer in maart 1945 werd ook hulp gezocht bij de lokale bevolking; burgemeester J.J.E.H. Ronckers ging de huizen langs om mensen te mobiliseren voor het delven van graven (normaal gesproken twee per persoon per werkdag) en het lokaal transport van de lichamen. Als voorman en contactpersoon van deze Nederlanders fungeerde Jan Silvius, bijgenaamd Hollandse Jan, die Engels had geleerd op de wilde vaart. Ook werden voor de zorg van Duitse oorlogsgraven Duitse krijgsgevangenen ingezet – zij werden elke dag van Hendrik-Kapelle (België) naar Margraten en weer terug gereden.
In februari 1945 werd het Burger Comité Margraten USA Begraafplaats opgericht door burgemeester Ronckers en pastoor Ramakers. Het comité zamelde geld in voor bloemen en missen, probeerde een Tourist House op te richten dat goedkoop onderdak kon bieden aan buitenlandse (met name overzeese) bezoekers, en organiseerde ook de gravenadoptie, met als resultaat dat nog vóór de tweede Memorial Day in mei 1946 alle graven geadopteerd waren. Tot 1953 was een speciale ambtenaar belast met de enorme administratie van meer dan 40.000 systeemkaarten.

### Na de oorlog

De begraafplaats in 1945

Op de eerste Memorial Day (op 30 mei 1945 sprak commandant William Hood Simpson van het Negende Leger in een toespraak zijn waardering uit voor het verrichte werk.
Na de oorlog werden op initiatief van opperbevelhebber Dwight D. Eisenhower alle tijdelijke begraafplaatsen in Duitsland geruimd en de stoffelijke overschotten herbegraven in Margraten en Henri-Chapelle, een onderneming die op 30 maart 1946 afgerond werd. Er lagen toen 17.742 Amerikanen en 1026 overige geallieerden (waaronder ruim 700 soldaten van het Rode Leger) begraven, en op een stuk terrein aan de Honthemse kant, van de rest afgescheiden door een heg en gemarkeerd met een bordje "Enemy dead", ook 3075 Duitsers. Ook was de begraafplaats verfraaid met paden, beplanting, een door Duitse krijgsgevangenen gebouwde kapel en een bezoekerscentrum.
De 611th GRC onder kapitein Shomon werd op 1 juli 1945 vervangen door de 603rd GRC, ingekwartierd in café-restaurant "De Fruitveiling". In Margraten werd in de jaren 1960 een straat naar Shomon genoemd.
In 1947 werd de begraafplaats in Margraten, tot dan toe tijdelijk, aangewezen als permanente begraafplaats. Dit vereiste dus ook een plan voor een definitieve inrichting. Het ontwerp daarvoor werd gemaakt door architectenbureau Shepley, Bulfinch, Richardson & Abbott uit Boston; de landschapsarchitectuur werd verzorgd door Clark, Rapuano & Halleran uit New York.
De niet-Amerikaanse doden werden verplaatst naar elders: circa 700 slachtoffers uit de voormalige Sovjet-Unie werden herbegraven op het Sovjet Ereveld Leusden, ruim 3000 Duitsers werden verplaatst naar de Duitse militaire begraafplaats in Ysselsteyn. Er kwamen ook graven bij, doordat de Amerikaanse doden die begraven lagen op de begraafplaats in Son en in Molenhoek werden overgebracht naar Margraten. Het totaal aantal graven kwam zo boven de 18.000.
De herinrichting betekende ook dat vanaf eind 1948 alle doden opgegraven en herbegraven moesten worden. Hoewel het onaangenaam werk betrof, waren, met name door het grote gebrek aan werkgelegenheid, veel lokale bewoners bereid hieraan mee te werken. Zij deden het graafwerk tot het stoffelijk overschot werd aangetroffen, waarna de Amerikanen het overnamen. De doden werden naar een loods gebracht, ontdaan van kleding en in een van binnen met witte zijde beklede metalen kist gelegd, en in een houten transportkist geplaatst. De restanten van hun kleding werden verbrand.

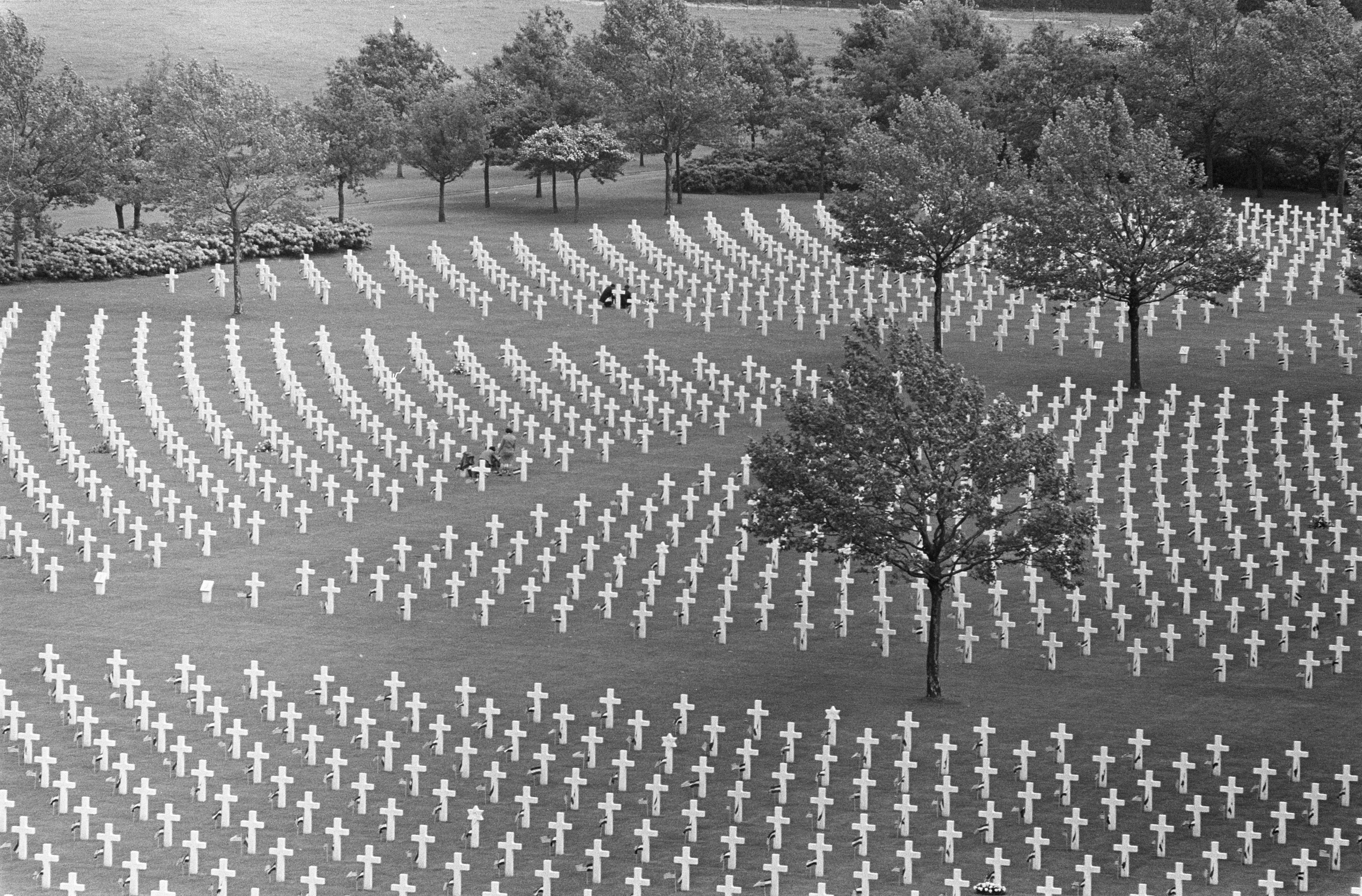
De begraafplaats in 1969

Een groot deel van de stoffelijke overschotten (ruim 10.000) werd gerepatrieerd naar de VS, maar uiteindelijk kregen 8302 doden hun definitieve graf in Margraten. De kisten werden niet, zoals tot dan toe, in rechte lijnen geplaatst in vierkante vakken, maar in gebogen lijnen; daarmee kreeg de begraafplaats haar huidige waaierpatroon. De werkzaamheden bestonden uit het machinaal afgraven van de grond, het storten van een betonnen ondergrond, het arrangeren van de metalen kisten met stoffelijke overschotten, het weer machinaal met grond afdekken, het zaaien van gras, en het plaatsen van de witmarmeren kruisen en davidsterren (vastgezet in een betonnen band). Het werk werd voltooid in 1949. De begraafplaats werd toen overgedragen aan de American Battle Monuments Commission.
Tussen 1950 en 1960 werd de begraafplaats verder verfraaid met een toren, enkele bijgebouwen en de Walls of the Missing (de namen daarin zijn uitgehouwen door vier Duitsers). Op 7 juli 1960 werd de begraafplaats officieel geopend door koningin Juliana. Na de opening werd een deel van de Nederlanders ontslagen, maar een ander deel bleef in dienst voor onderhoudswerk, waaronder grasmaaien en snoeiwerk.
In 2002 werd het werk van het Burger Comité (omwille van de vergrijzing van het comité) overgenomen door de nieuw opgerichte Stichting Adoptie Graven Amerikaanse Begraafplaats Margraten.

### Herdenkingsplechtigheden

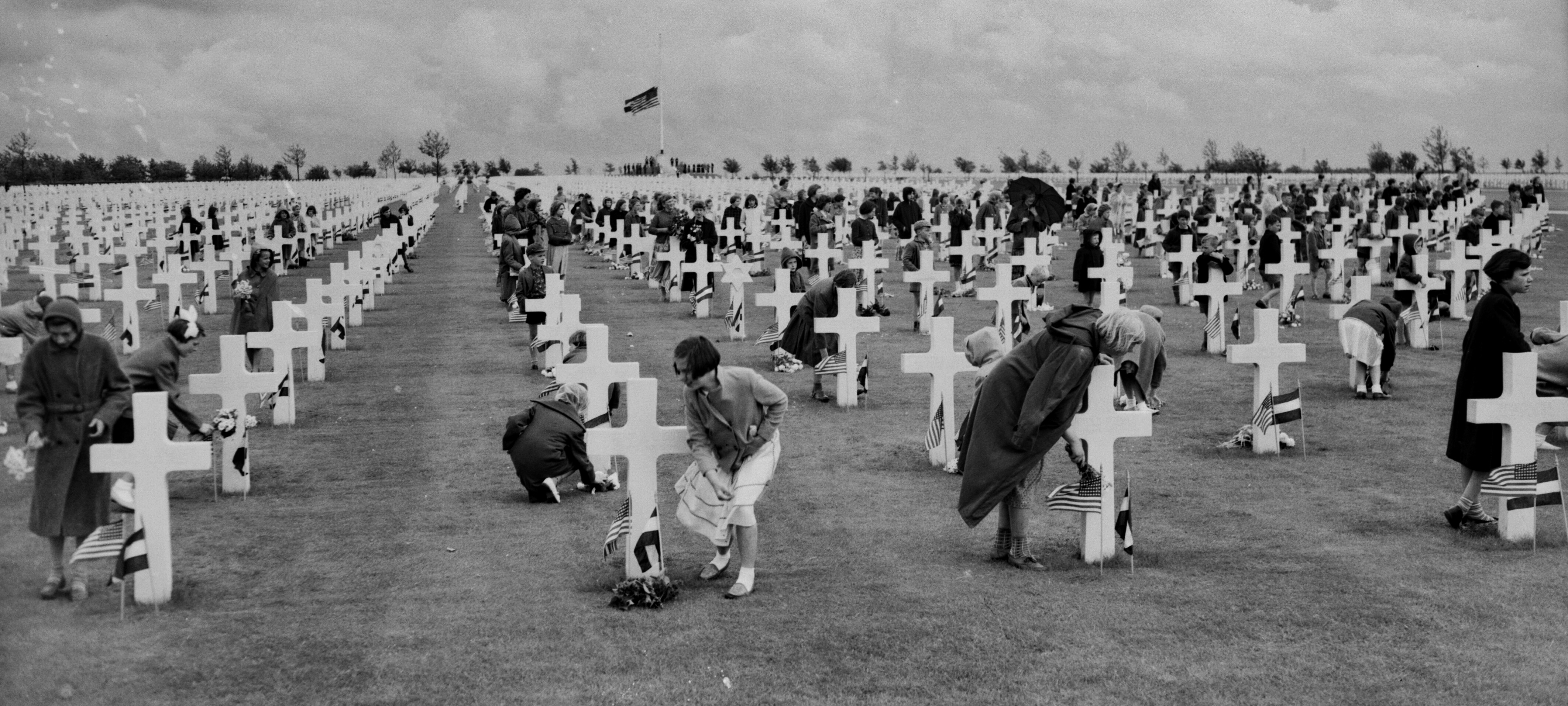
Kinderen en volwassenen leggen bloemen bij graven, Memorial Day 1955

Elk jaar op de zondag voor Memorial Day (de laatste maandag in mei) worden de doden herdacht.
In 2005 kreeg de begraafplaats voor het eerst bezoek van een zittende Amerikaanse president, George W. Bush woonde een grote plechtige bijeenkomst bij. Een jaar daarna vond op de begraafplaats voor het eerst het Liberation Concert plaats. Inmiddels is dit een jaarlijks muzikaal eerbetoon dat in de maand september georganiseerd wordt.
Rondom de Dodenherdenking van 2015 werden voor het eerst persoonlijke foto's van de soldaten geplaatst bij hun graven en namen op de Muren der Vermisten. Het ging toen om ongeveer 3.300 foto's. In de jaren daarna werd het eerbetoon De Gezichten van Margraten in dezelfde periode nog tweemaal georganiseerd. Tijdens de meest recente editie in 2018 werden er zo'n 5.800 foto's tentoongesteld. Ter gelegenheid van de viering en herdenking van 75 jaar bevrijding verscheen in 2020 een gelijknamig boek.
In 2020 leidden koning Willem-Alexander en de Amerikaanse ambassadeur Pete Hoekstra op 24 mei, de zondag voor de Amerikaanse herdenkingsdag Memorial Day, een plechtige herdenking - de enige in zijn soort in Europa - voor de meer dan 10.000 in Margraten begraven Amerikanen die hun leven gaven voor de bevrijding van Nederland 75 jaren geleden, zonder publiek wegens de Covid-19-crisis. De koning en ambassadeur Hoekstra legden kransen, evenals de minister van Defensie Ank Bijleveld. De Koninklijke Luchtmacht voerde als eresaluut een flyby uit in de zogeheten  missingmanformatie.

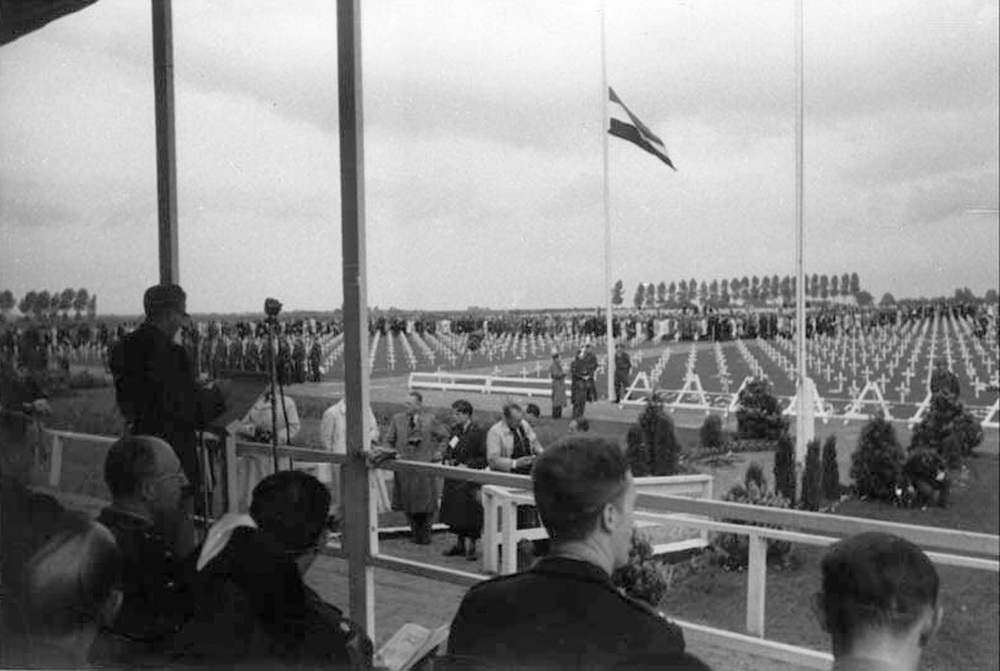
Tweede Memorial Day in Margraten, 1946
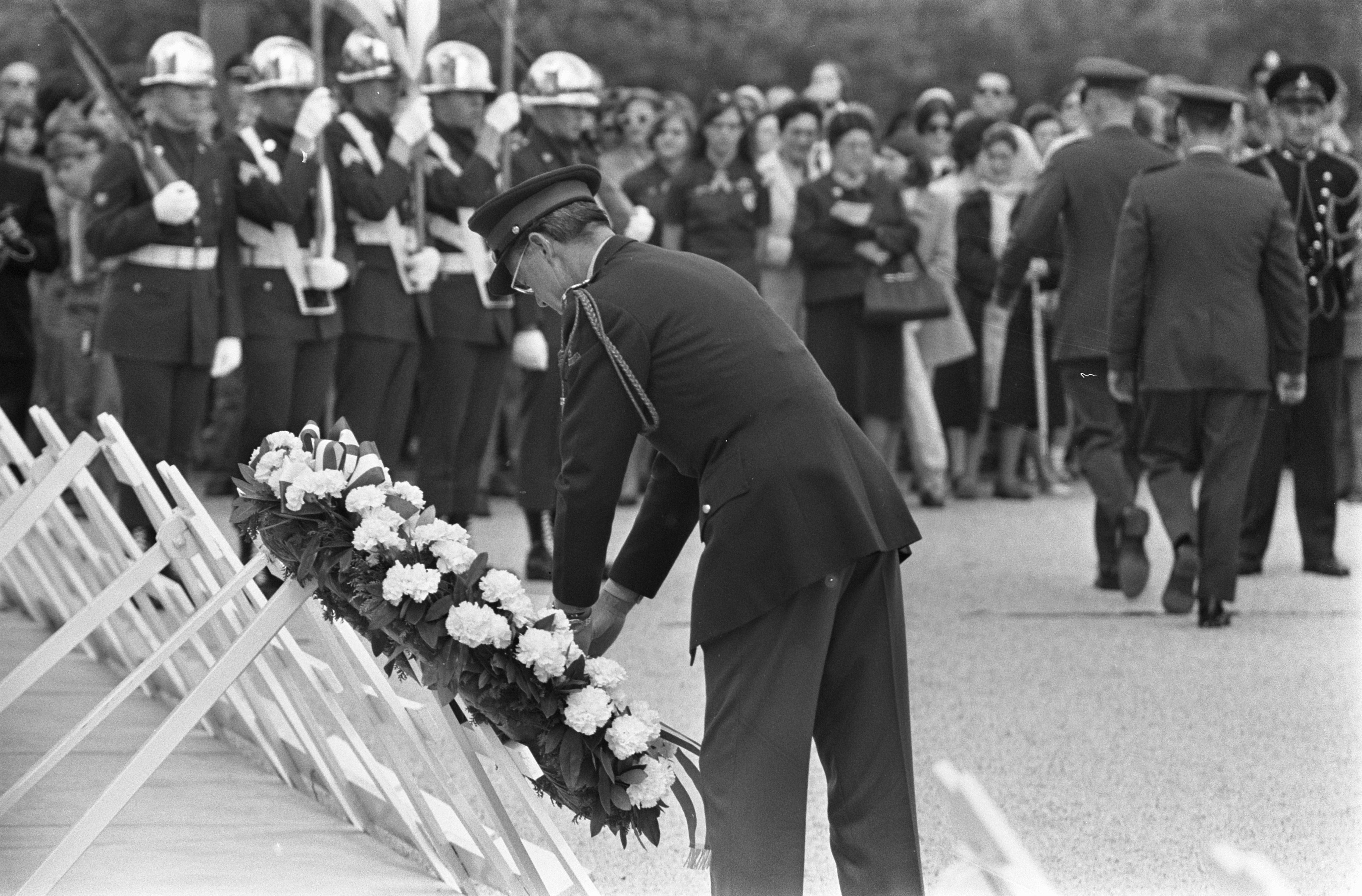
Kranslegging door prins Bernhard, Memorial Day 1969
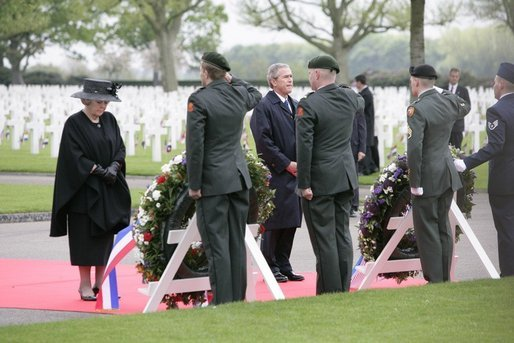
Koningin Beatrix en president Bush, 2005
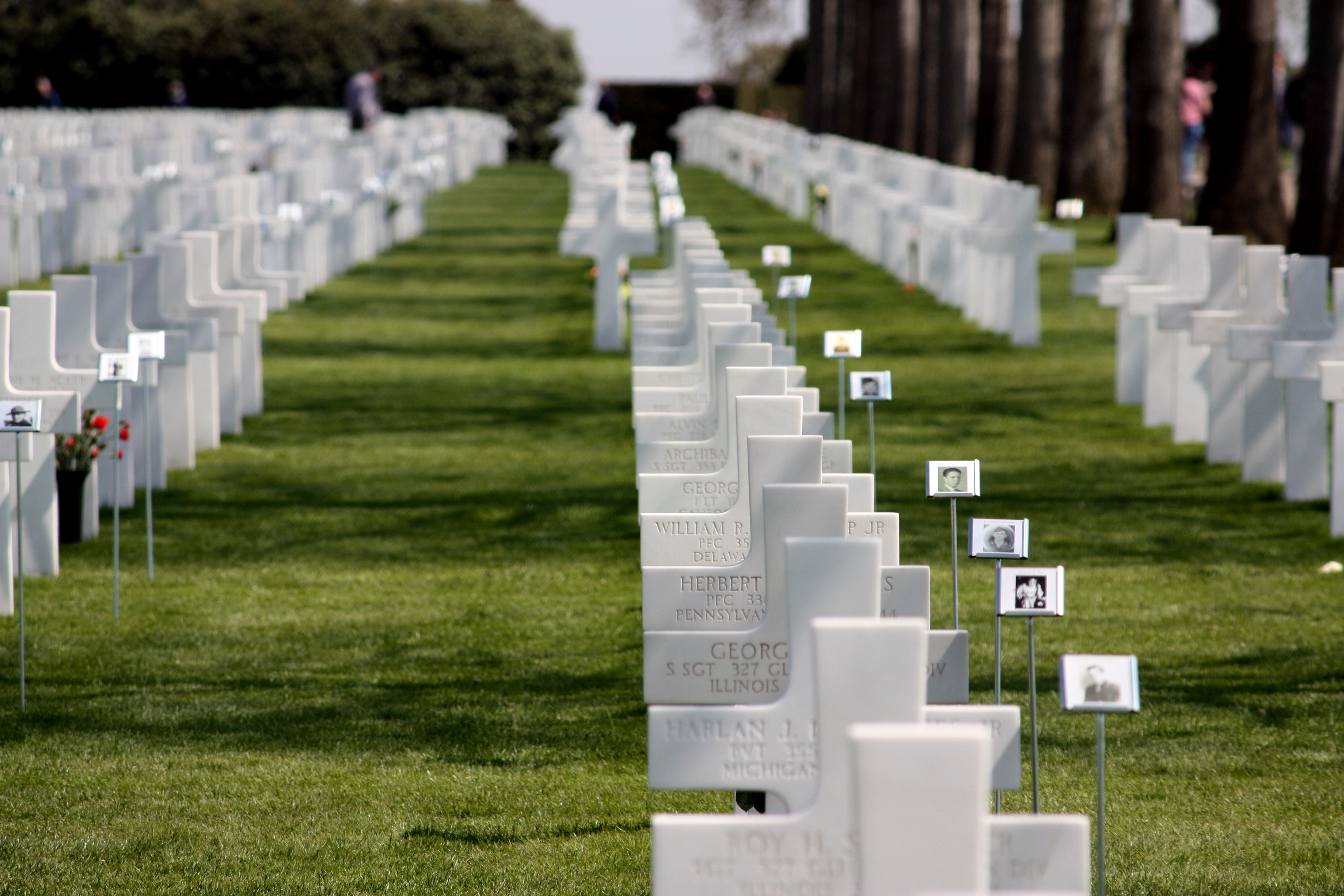
Foto's bij de graven tijdens De Gezichten van Margraten, 2016

## Beschrijving
De begraafplaats is ca. 26,5 hectare groot. De Nederlandse regering heeft de grond uit eerbied en dankbaarheid in eeuwigdurende bruikleen afgestaan aan de VS. De begraafplaats is echter gewoon Nederlands grondgebied, in tegenstelling tot een veelgehoord misverstand. Er liggen momenteel 8.288 Amerikanen begraven in evenveel graven; in één graf zijn twee onbekende soldaten begraven, en meerdere graven zijn leeg. Zo werd het lichaam van PFC Joseph Fletcher Hill op 28 april 2001 (op verzoek van zijn dochter) teruggebracht naar Amerika. Ook zijn verschillende als onbekend begraven soldaten opgegraven om nieuwe pogingen tot identificatie te ondernemen. In meerdere gevallen is dit gelukt. Na de identificatie zijn deze soldaten in Amerika herbegraven.
Er liggen buiten Margraten nog slechts elf Amerikaanse militairen in Nederland begraven: acht in Opijnen, één op begraafplaats Rading in Nieuw-Loosdrecht, één op het oude protestantse kerkhof in het centrum van Zoetermeer en één slachtoffer van de Vietnamoorlog op begraafplaats Rusthof in Leusden.
De toegangsweg leidt naar de trappen van het Ereplein. Voor de toren en het bronzen gedenkteken in de vorm van een rouwende moeder, ligt een vijver, waarin het gedenkteken zich spiegelt. In de ruim 30 meter hoge toren bevinden zich een kapel en een carillon. Het bezoekerscentrum ligt aan de rechterkant van het plein. Links bevindt zich een soort museumkapel met drie grote landkaarten, uitgebeiteld in travertijn, met beschrijvingen van de verrichtingen van de Amerikaanse strijdkrachten in de regio. Op de muren aan weerszijden van het Ereplein, de Walls of the Missing, staan de namen van 1722 Amerikaanse oorlogsvermisten. De namen van vermisten waarvan de stoffelijke resten later zijn teruggevonden en geïdentificeerd, zijn voorzien van een rozet.
Achter de toren bevindt zich de eigenlijke begraafplaats, verdeeld in zestien vakken (A t/m P) die onderling zijn gescheiden door een promenade en graspaden. De promenade, geflankeerd door bomen, leidt naar een vlaggenmast aan de achterzijde van de begraafplaats.
Op het grafveld is geen vormonderscheid gemaakt op basis van rang: officieren en soldaten liggen door elkaar en de kopstenen zijn identiek. De zes ontvangers van de hoogste Amerikaanse militaire onderscheiding voor dapperheid, de Medal of Honor, hebben een afwijkend kruis (met een stervormige, met bladgoud ingelegde markering) en de joodse gevallenen hebben een gedenkteken met davidster.

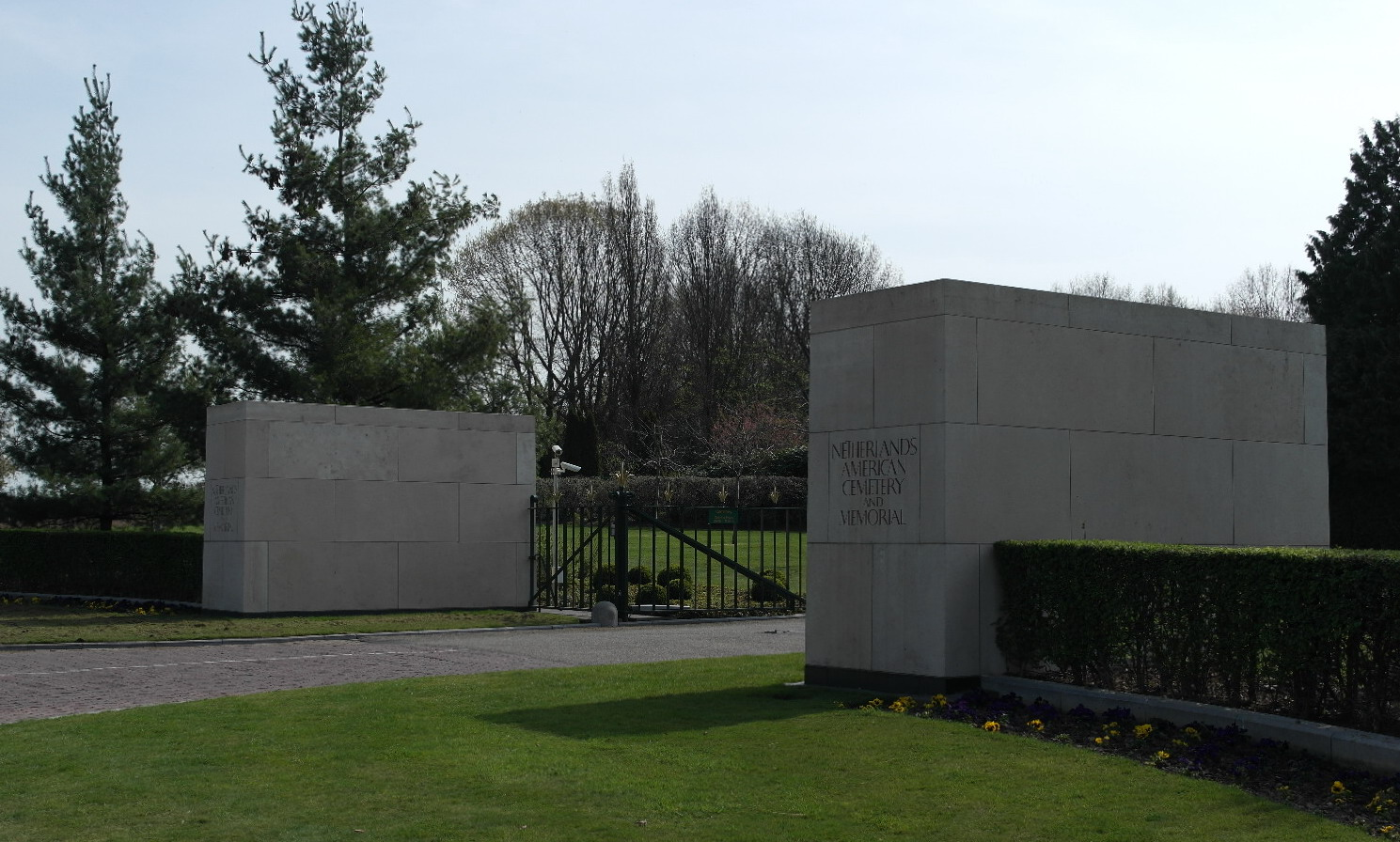
Ingang begraafplaats
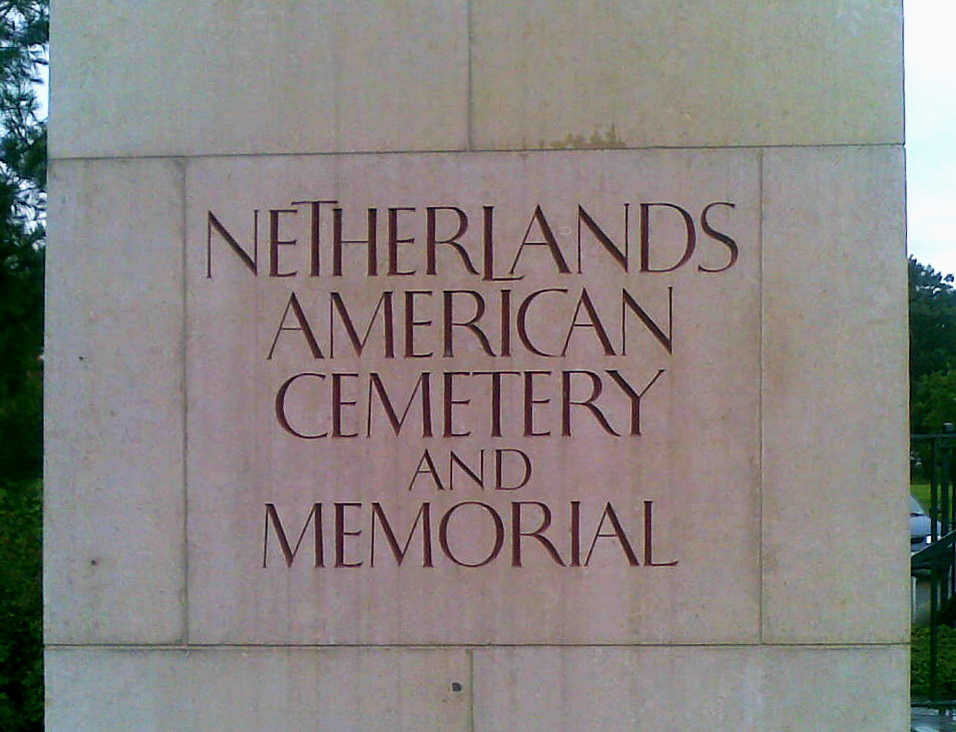
Detail ingang
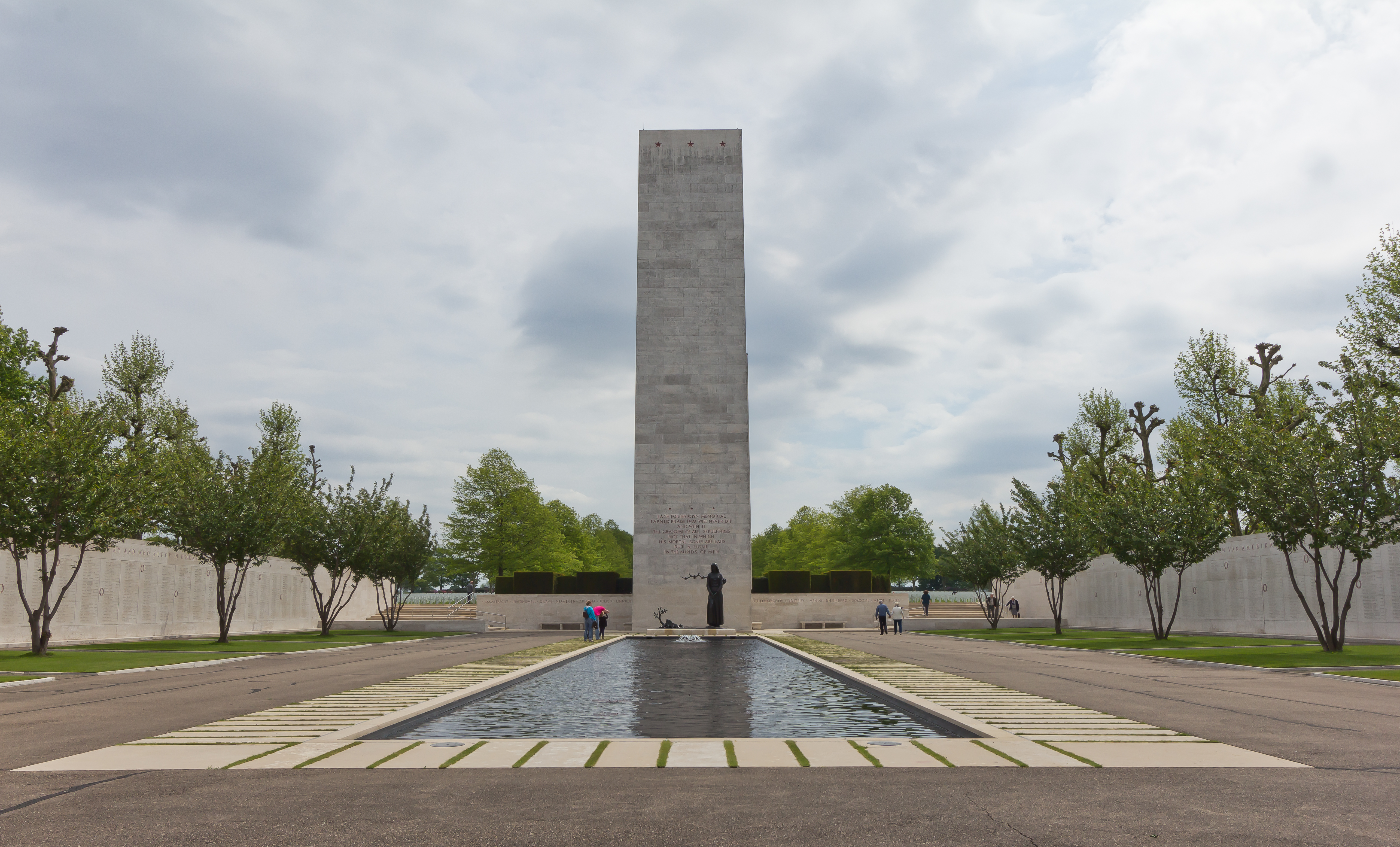
Ereplein en toren
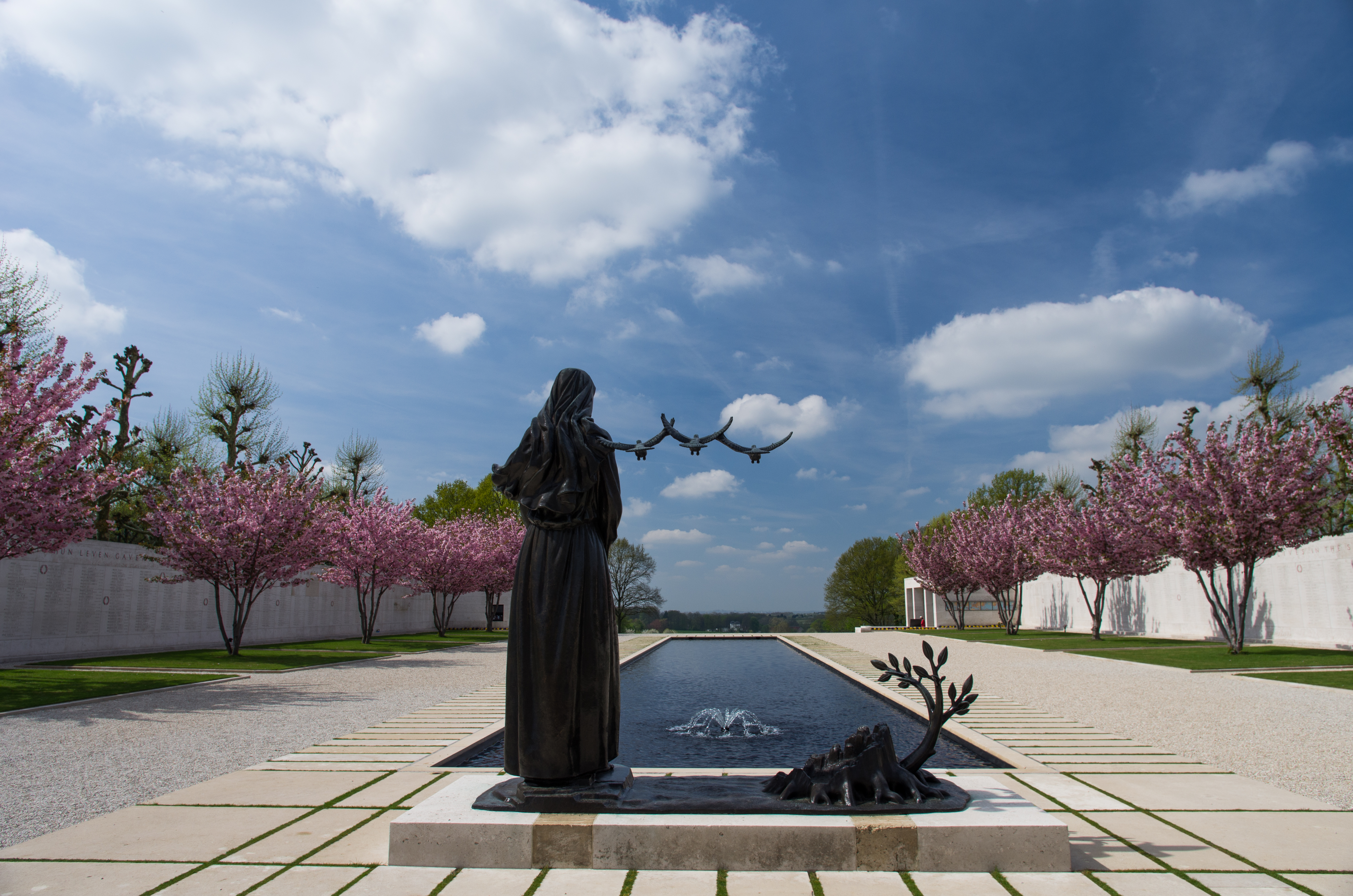
Ereplein met vijver
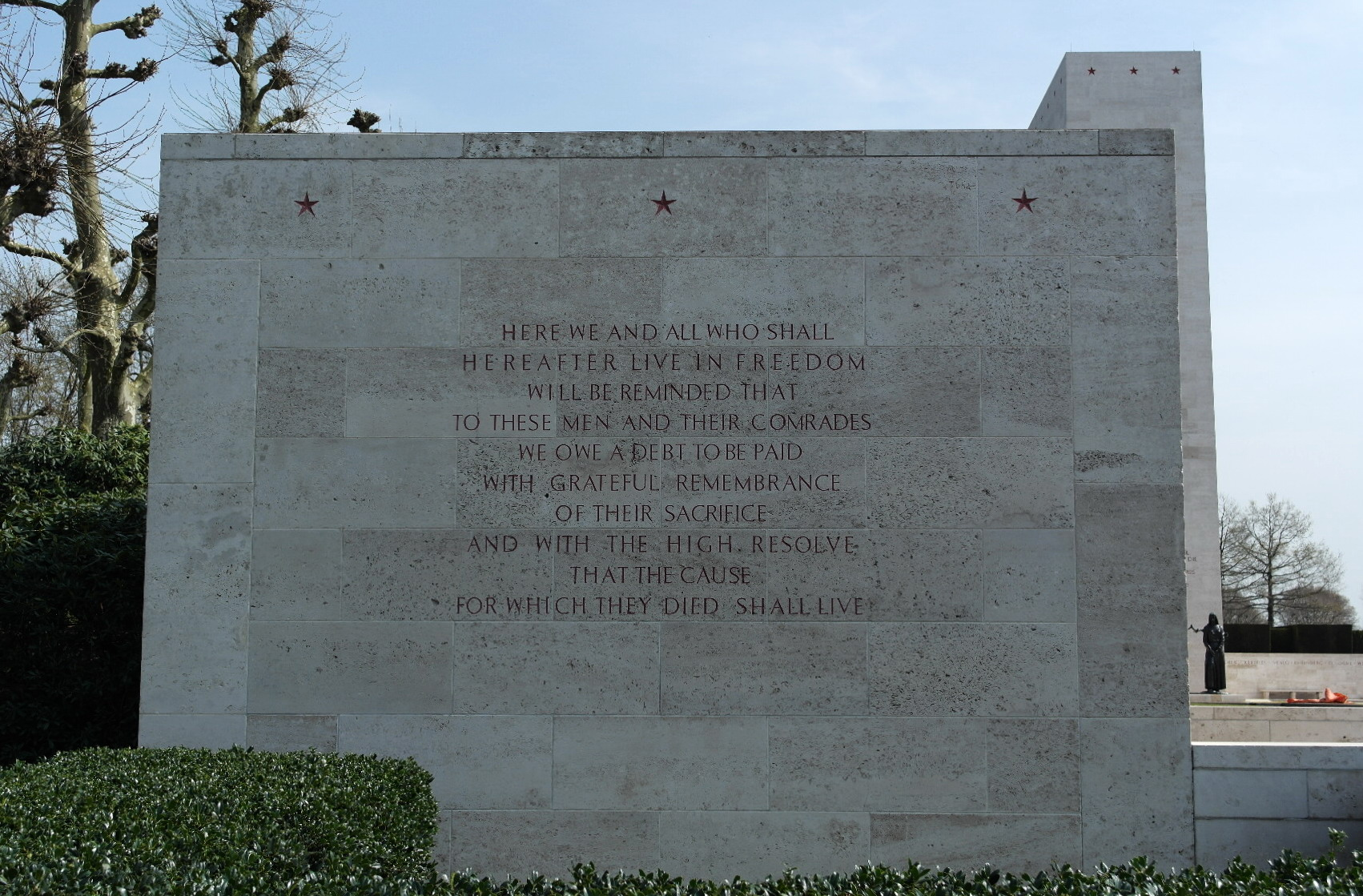
Herinneringsmuur
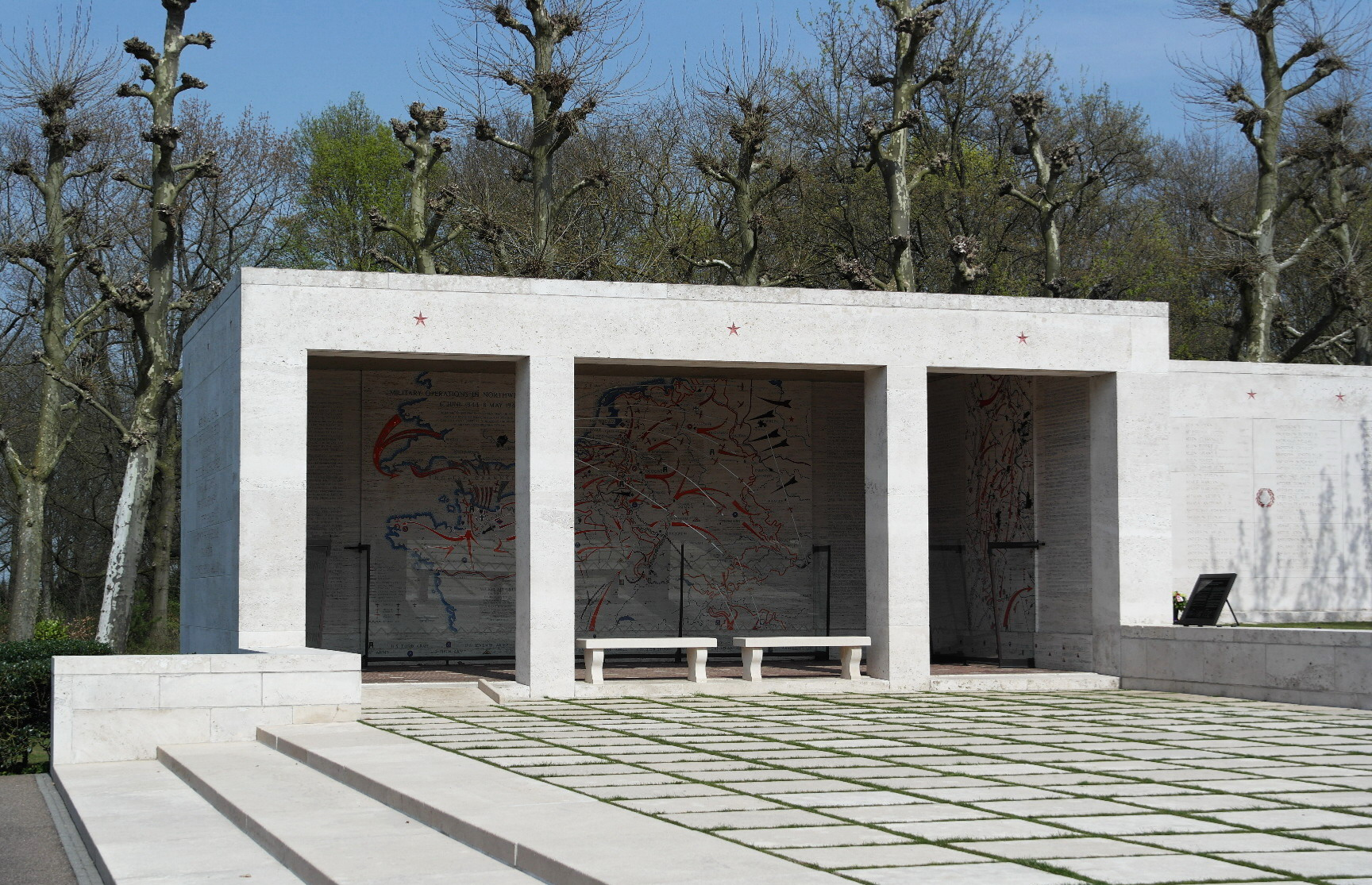
Museumkapel met veldslagen
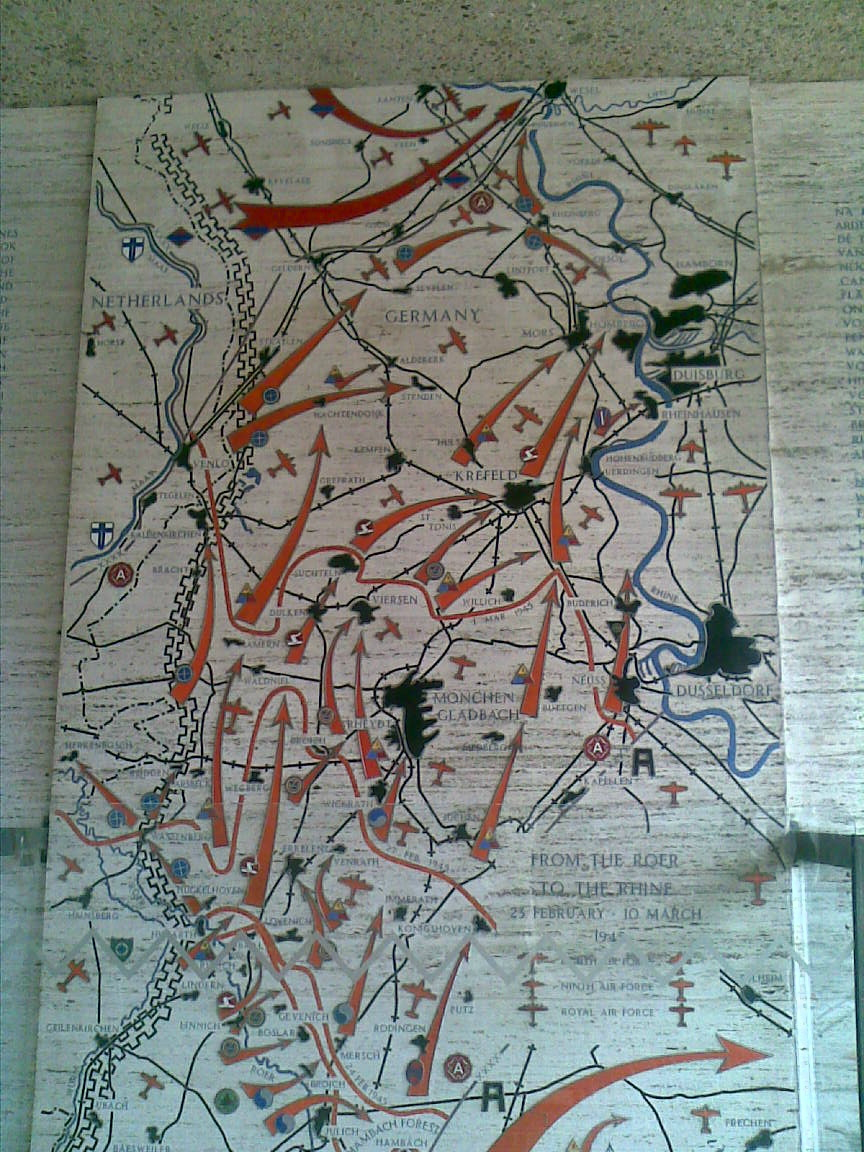
Detail landkaart
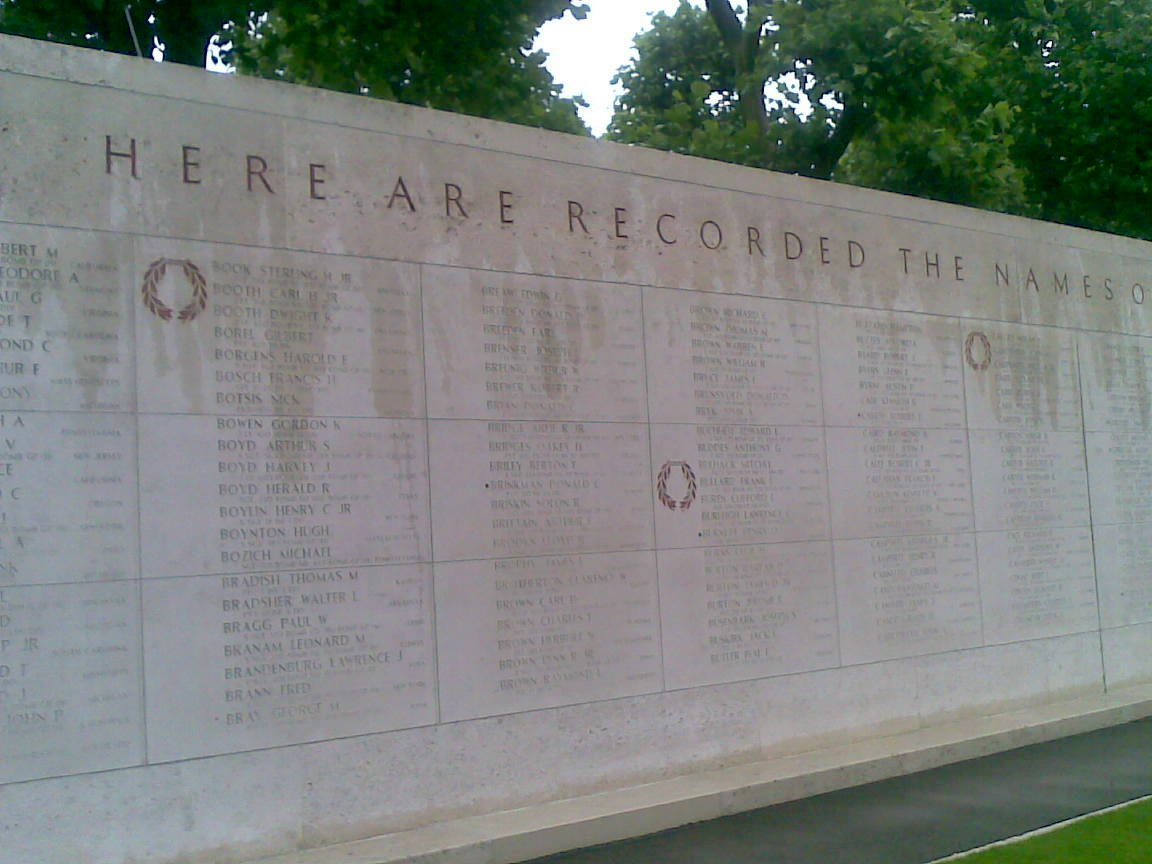
Wall of the missing
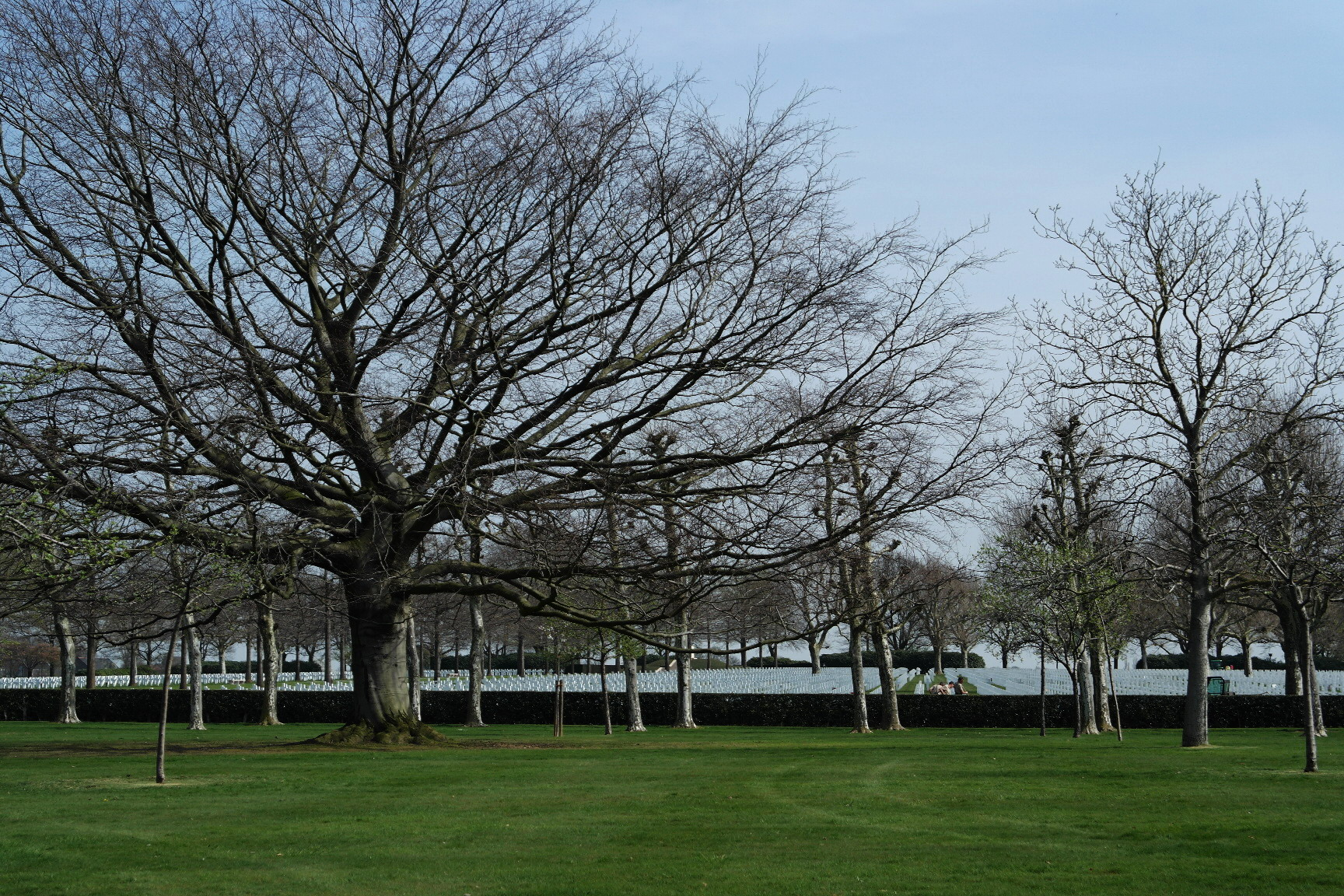
Een zee van witte kruisen tussen de bomen
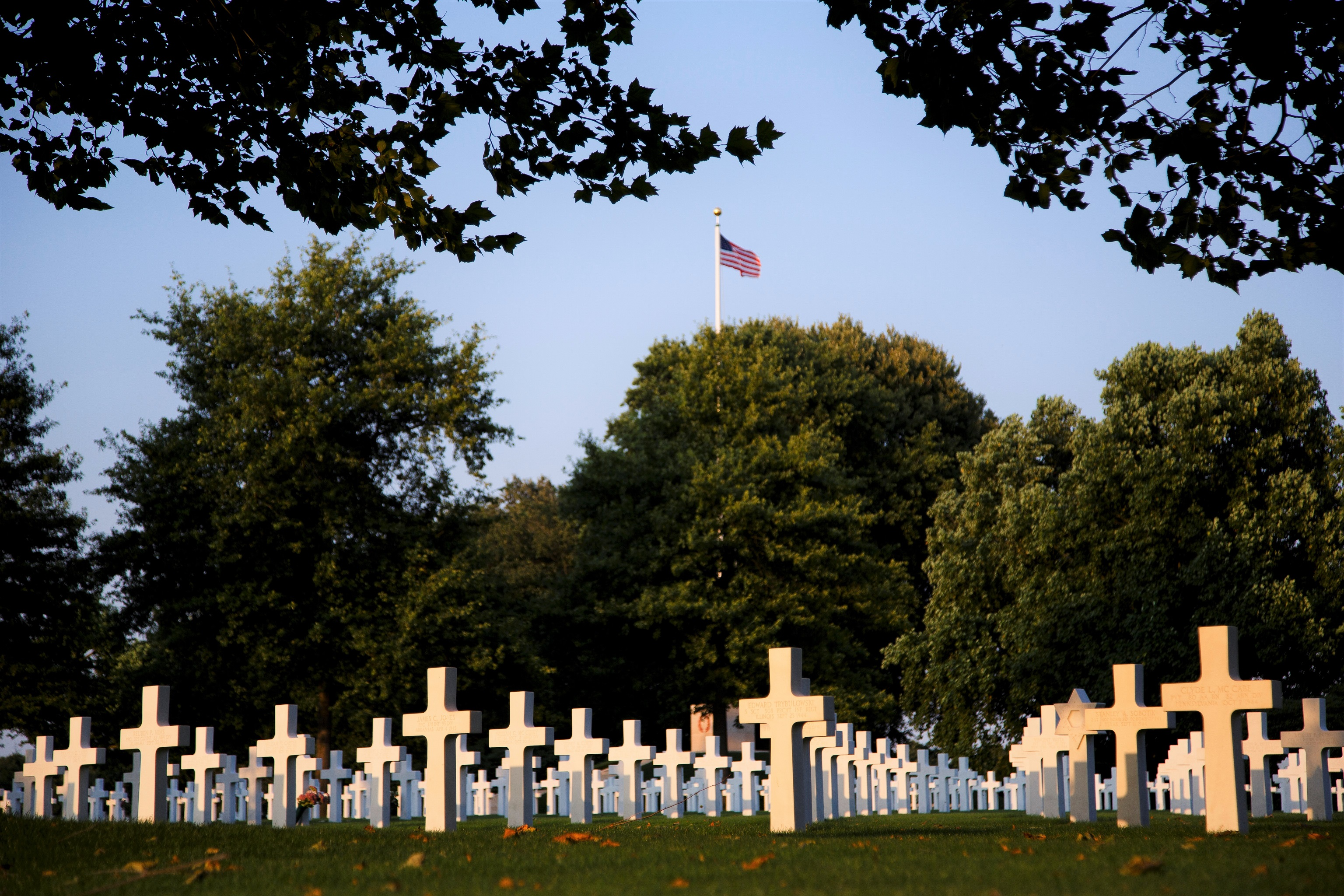
Graven en Amerikaanse vlag
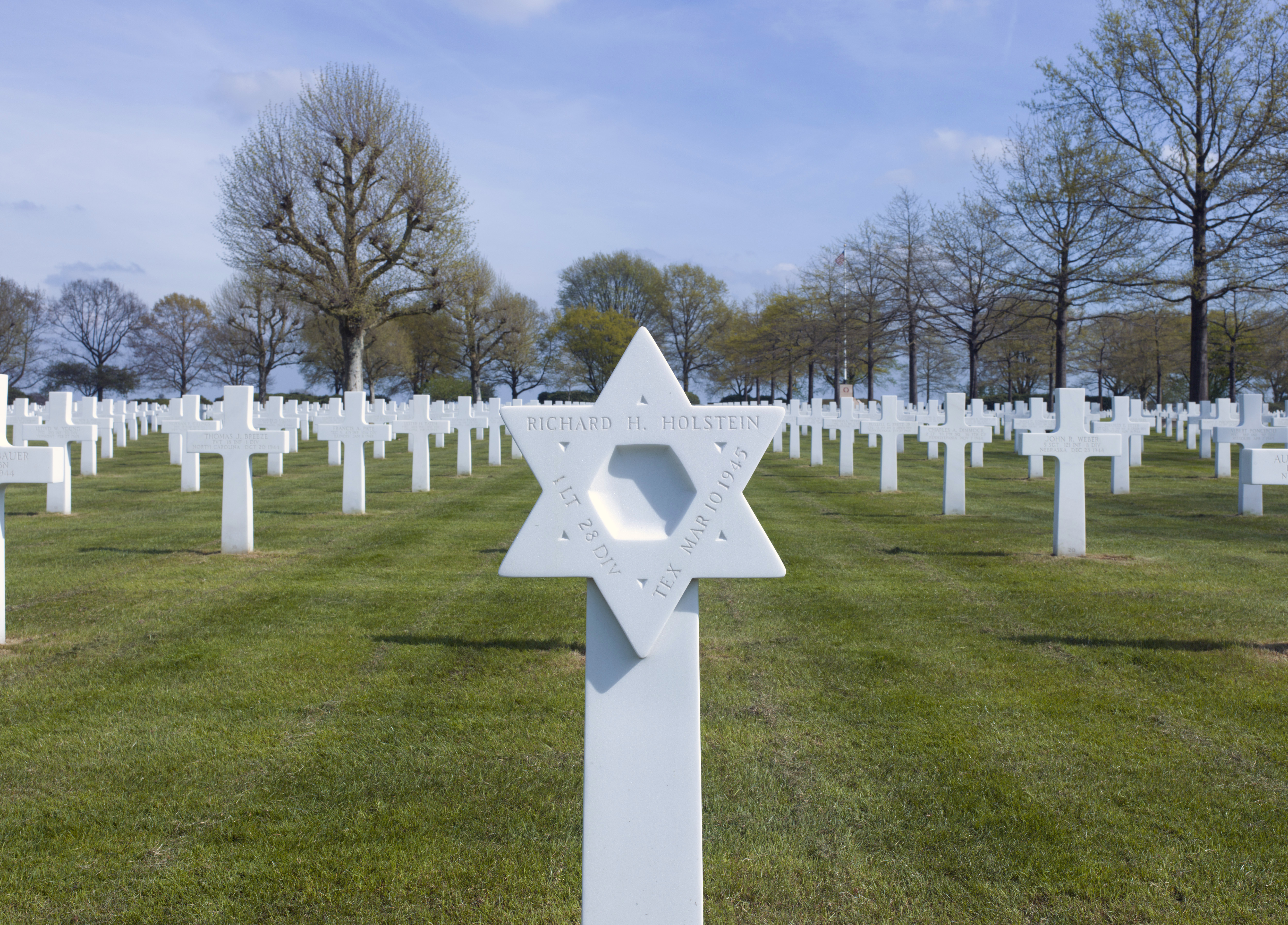
Graf van joodse soldaat
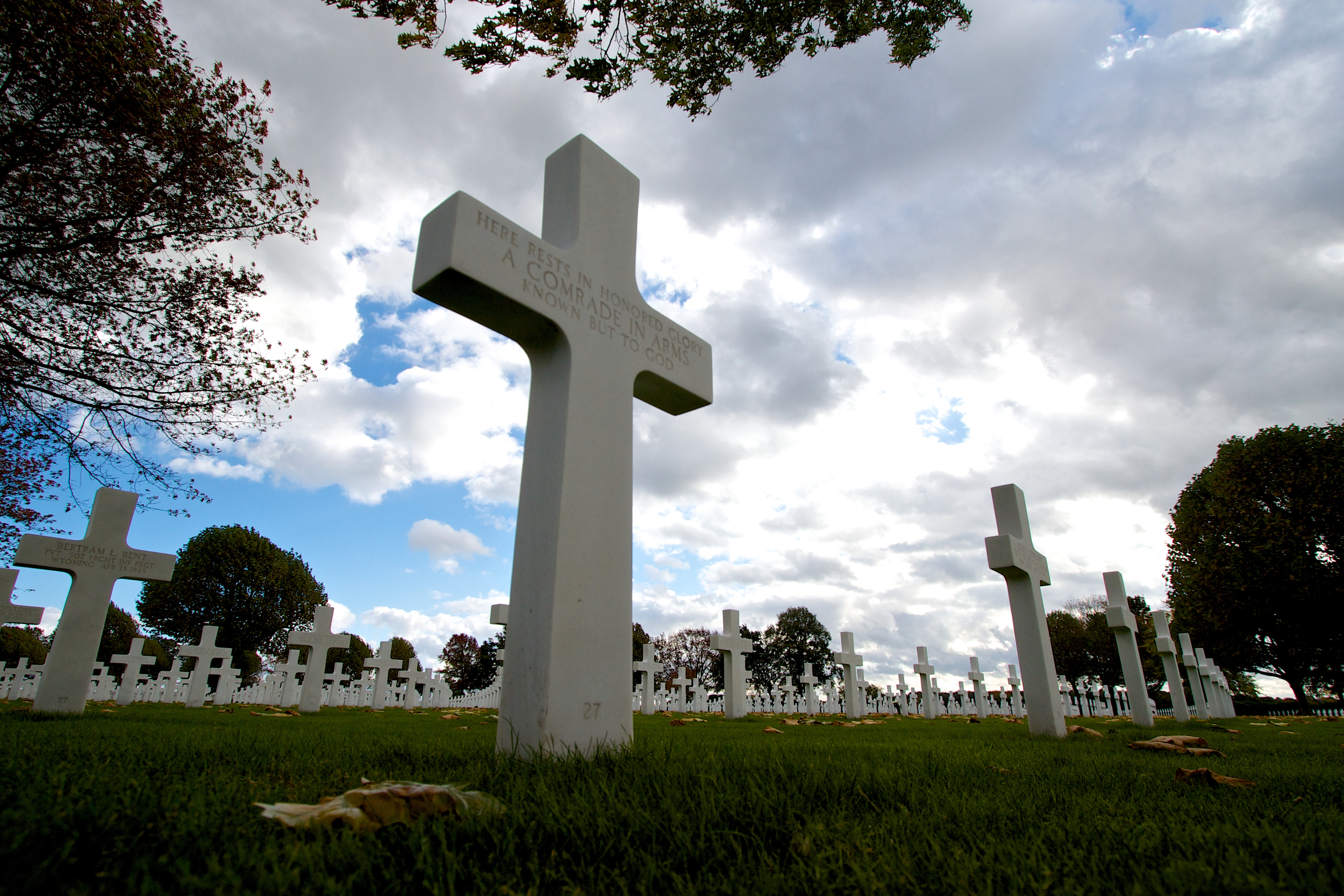
Graf van onbekende soldaat

## Beheer
Het beheer en onderhoud van de begraafplaats zijn in handen van de American Battle Monuments Commission (ABMC), een bureau van de Amerikaanse federale overheid. De begraafplaats is dagelijks geopend (met uitzondering van 25 december en 1 januari). Personeel verstrekt informatie over de graven.

## Adopteren van graven
In februari 1945 werd het Burger Comité Margraten USA Begraafplaats opgericht door burgemeester Ronckers en pastoor Ramakers, met als doel onder andere de adoptie van de individuele graven. Nog vóór de tweede Memorial Day in mei 1946 waren alle graven reeds geadopteerd. In 2002 werd, door de vergrijzing van het burgercomité, het werk (met onveranderd oogmerk) overgenomen door de nieuw opgerichte Stichting Adoptie Graven Amerikaanse Begraafplaats Margraten.

In 2008 ontstond ook de mogelijkheid de naam van een vermiste soldaat op de Walls of the Missing te adopteren; op dit moment zijn alle graven en namen op de muur echter geadopteerd, en is er sprake van een wachtlijst. De wachtlijst is dermate lang dat het momenteel (2022) niet meer mogelijk is om zich hier voor in te schrijven. 

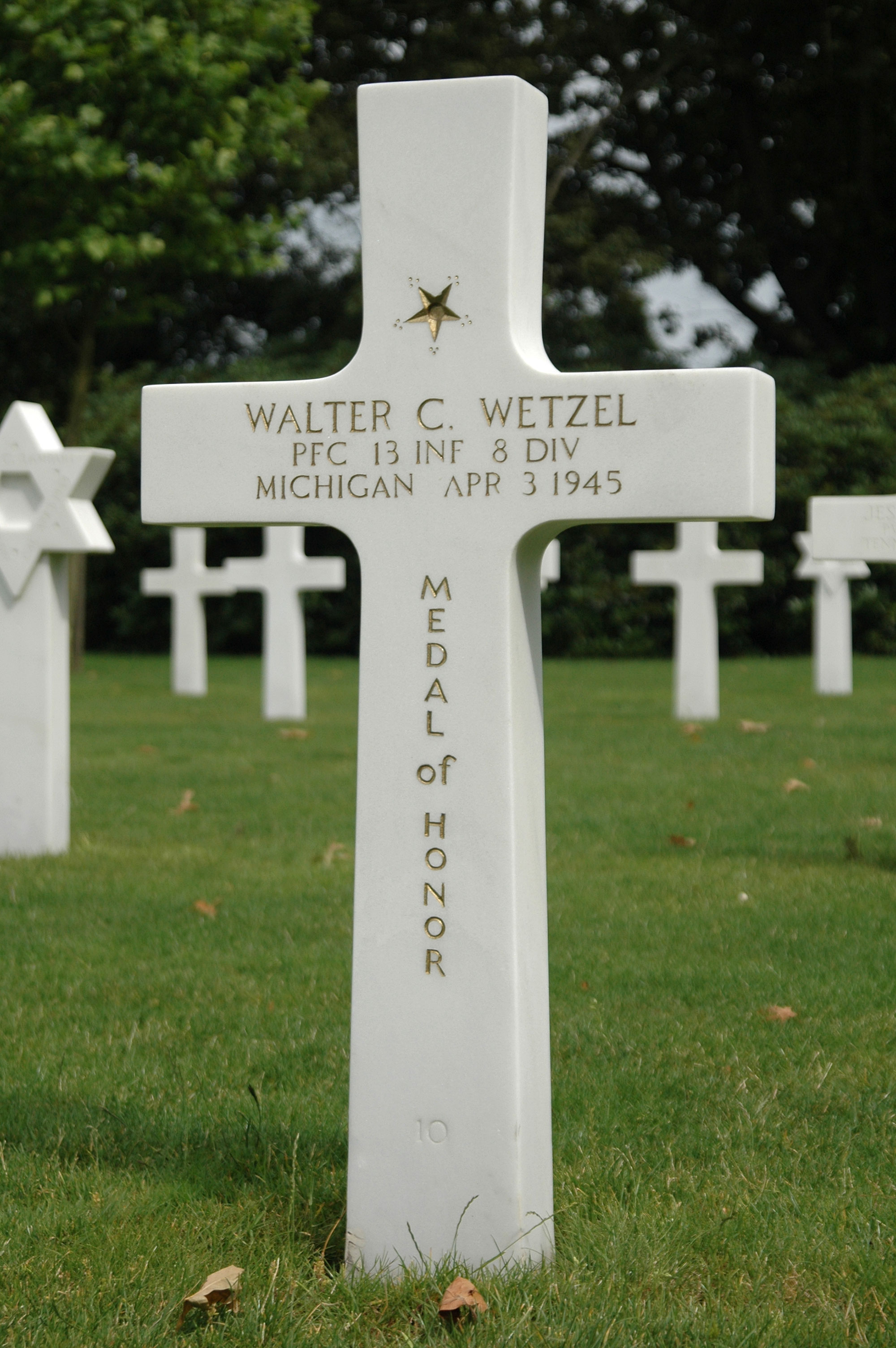
Een grafkruis

## Vastlegging geschiedenis
De Stichting Akkers van Margraten werd in 2009 opgericht als vervolg op het oral history-project 'Akkers van Margraten', van de Samenwerkende Heemkunde Organisaties Margraten. De stichting wilde de mondeling overgebrachte herinneringen aan en verhalen over (de geschiedenis van) de Amerikaanse begraafplaats in Margraten, samen met documenten, foto’s en ander beeldmateriaal, vastleggen en doorgeven. Dit heeft geresulteerd in de uitgave van het boek Van boerenakker tot soldatenkerkhof en de documentaire Akkers van Margraten.
De geschiedenis van het adoptieprogramma werd vastgelegd in het in 2012 verschenen boek De Margraten Boys van Peter Schrijvers.

## Lijst van begraven personen
Onderstaande personen die begraven zijn of waren in Margraten hebben een artikel op Wikipedia:
- Robert Cole (1915-1944), luitenant-kolonel en ontvanger van de Medal of Honor;
- Dewitt S. Terry (1917-1944), sergeant en ridder in de Militaire Willems-Orde;
- Kyle Smith (ca. 1920-1944), tweede luitenant en gevechtspiloot, later herbegraven in Albany (Ohio);
- Joe Mann (1922-1944), Private First Class en ontvanger van de Medal of Honor, op 8 juni 1949 herbegraven op Greenwood Memorial Terrace in Spokane in de staat Washington.